# Ajansko vijeće
Ajansko vijeće (medžlisi-ajan — meclis-i âyâdn, vijeće uglednika), u Osmanskom Carstvu zbor, savjetovanje predstavnika novog vojničkog plemstva — ajana koji se javljaju sa slabljenjem Carstva. Kao vlasnici velikih državnih dobara (u trajnom zakupu), oni su preko ajanskog vijeća presudno utjecali na upravu u pokrajini. Ajansko veće u Bosni postupno je preuzimalo vojno-političku ulogu divana; sastajalo se u Travniku jednom godišnje, a po potrebi i češće i razmatralo sva važnija pitanja vilajeta. Naročito je značajna odluka ajanskog vijeća iz 1737., koje je, suprotno nalogu Visoke Porte, odlučilo pruži otpor Austrijancima u Rusko-turskom rat 1735. – 1739.
Većem je predsjedavao bosanski vezir, a članovi su bili ajani i sve visoke vojne starješine beglerbegluka. Pored ostalog, ajansko vijeće je odlučivalo o vojnim obavezama vojno-administrativnih područja, mobilizaciji, smještaju i prehrani vojske, čuvanju reda i mira. Brinulo se i o provođenju sultanovih naredbi i sl.
Vijeće je u Bosni je ukinuto 1838.